# Російська дезінформація в пострадянську еру

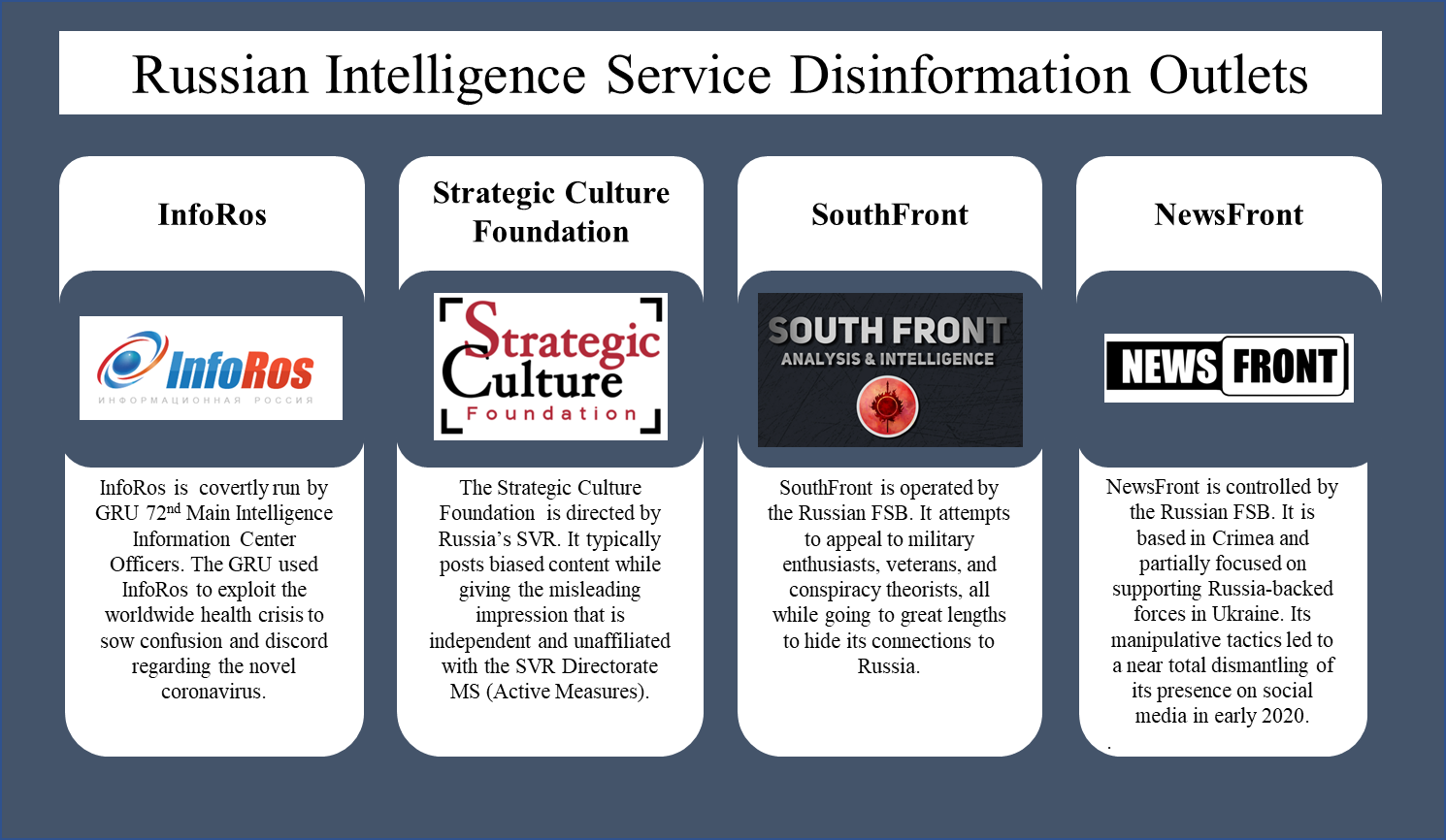
Чотири дезінформаційних центри російської розвідувальної служби, згідно з Міністерством фінансів США (2021 р.)

Російські кампанії дезінформації проводилися в багатьох країнах. Наприклад, в Африці про кампанії дезінформації під керівництвом Євгена Пригожина повідомлялося в кількох різних країнах. Проте Росія заперечує, що використовує дезінформацію для впливу на громадську думку.

## Передумови
Під час холодної війни Радянський Союз використовував пропаганду та дезінформацію як частину своїх «активних заходів... проти населення західних країн». Під час правління Бориса Єльцина, першого президента Росії після розпаду Радянського Союзу, «дезінформація» обговорювалася в російських ЗМІ та російськими політиками у зв’язку з дезінформацією радянської епохи, а також для того, щоб відрізнити погляди Бориса Єльцина «нової Росії» від свого радянського попередника.

## Західні заяви про російську дезінформацію
Дугін Олександр Гелійович, Основи геополітики
У пострадянську епоху російську дезінформацію описували як ключову тактику у військовій доктрині Росії. Його використання зросло під керівництвом Владіміра Путіна, особливо після російсько-грузинської війни в 2008 році. Спостерігачі описували цей стиль пропаганди дезінформації як «потік брехні» через велику кількість каналів і готовність поширювати відверту брехню аж до непослідовности. Вона відрізняється від тактики дезінформації радянських часів використанням Інтернету, заявної аматорської журналістики та соціальних мереж.
Європейський Союз і НАТО створили спеціальні підрозділи для аналізу та розвінчання брехні. НАТО заснувала в Латвії скромну установу для реагування на дезінформацію. Угода глав держав і урядів у березні 2015 року дозволила ЄС створити оперативну групу Європейської служби зовнішніх дій East Stratcom Task Force, яка публікує щотижневі звіти на своєму веб-сайті «EU vs Disinfo». Веб-сайт та його партнери виявили та розвінчали понад 3500 випадків прокремлівської дезінформації з вересня 2015 року по листопад 2017 року.
У 2016 році США створили «Глобальний центр взаємодії» (GEC) як підрозділ Держдепартаменту Сполучених Штатів, щоб протистояти зусиллям іноземної пропаганди.
Пояснюючи щорічний звіт Служби безпеки Швеції про дезінформацію за 2016 рік, представник Вільгельм Унґе заявив: «Ми маємо на увазі все, від інтернет-тролів до пропаганди та дезінформації, яку розповсюджують медіа-компанії, такі як RT і Sputnik». RT і Sputnik були створені, щоб зосередитися на західній авдиторії та функціонувати за західними стандартами, а RT, як правило, зосереджується на тому, як проблеми є виною західних країн. Російське телевізійне агентство RT (раніше відоме як Russia Today) та інформаційне агентство Sputnik є державними ЗМІ.
Олександр Рар (1959 р.н.) — німець російської національности, народжений на Тайвані, здобув освіту в Мюнхені, лобіст Wintershall з 2012 по 2015 рр. підтримки проросійських нафтогазових інтересів, рупор Путіна для німців, відомий як «відомий німецький політолог», дуже рішучий прихильник російської агресії проти України і був названий кремлівським лобістом.

## Платформи соціальних мереж та Інтернет
У 2010-х роках, коли соціальні медіа набули популярности, Росія почала використовувати такі платформи, як Facebook, Twitter і YouTube для поширення дезінформації. Російські веб-бригади та боти, якими зазвичай керує Російське агентство інтернет-досліджень (IRA), зазвичай використовувалися для поширення дезінформації через ці канали соціальних мереж. Станом на кінець 2017 року Facebook вважав, що 126 мільйонів його користувачів бачили на його платформі контент російських дезінформаційних кампаній. Twitter заявив, що виявив 36 000 російських ботів, які поширюють твіти, пов’язані з виборами в США 2016 року. В інших країнах Росія використовувала соціальні мережі для дестабілізації пострадянських держав, таких як Україна, і західних країн, таких як Франція та Іспанія. 
У 2020 році Держдепартамент США визначив кілька «проксі-сайтів», які використовувалися російськими державними акторами «для створення та розширення фальшивих наративів». Серед цих сайтів – Фонд стратегічної культури, New Eastern Outlook, кримське інформаційне агентство NewsFront і SouthFront, веб-сайт, орієнтований на «військових ентузіастів, ветеранів і прихильників теорії змови».

## Агентство інтернет-досліджень

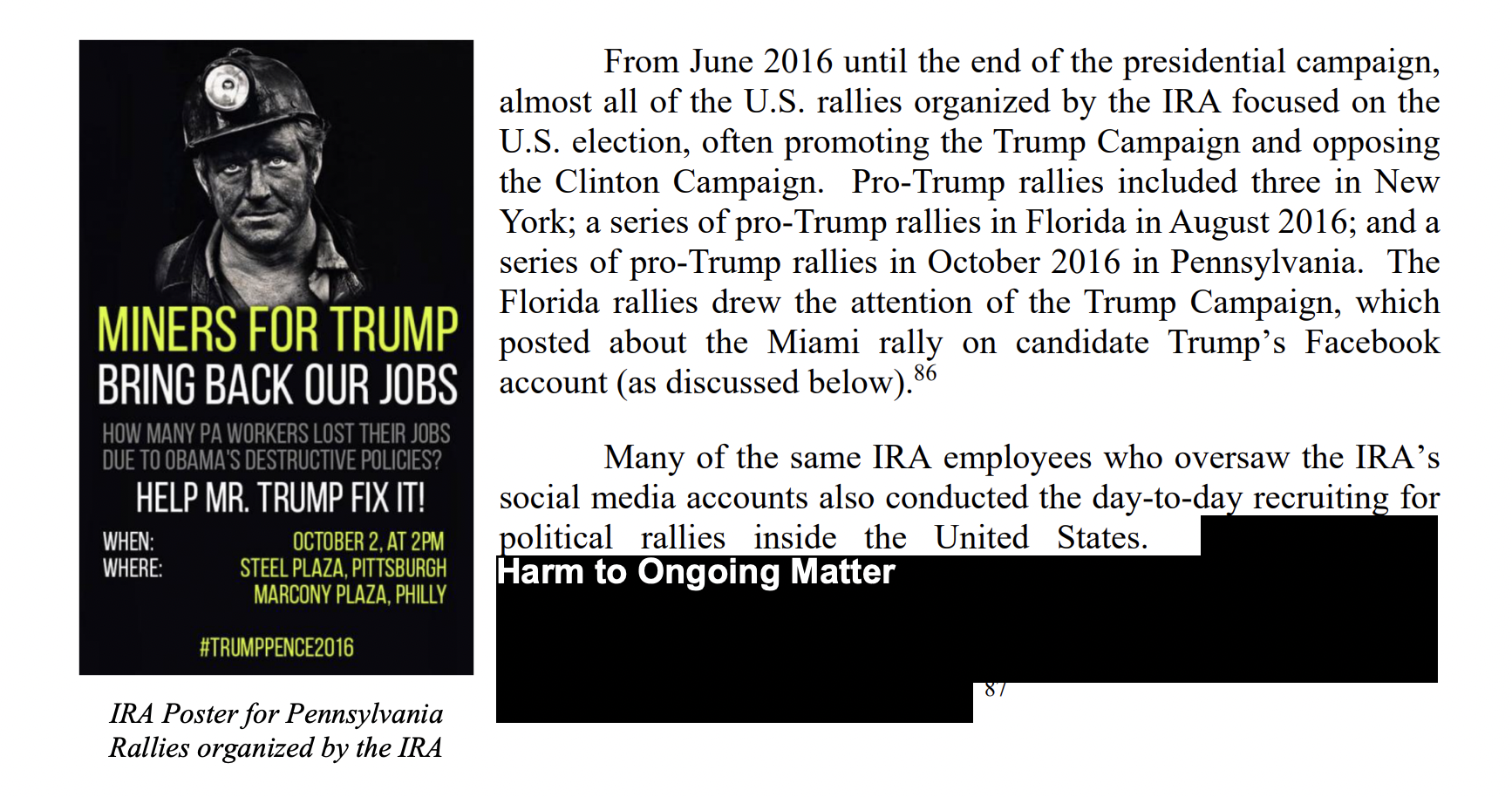
Плакат і текст із звіту Mueller Report про мітинги 2016 року, організовані Російським агентством Інтернет-досліджень

Після протестів Снігової революції проти результатів парламентських виборів у Росії 2011 року, організованих кількома особами, зокрема Pussy Riot, Антоном Носіком та Олексієм Навальним, які використовували блоги Facebook, Twitter та LiveJournal для організації заходів, В’ячеслав Володін, який був заст. Прем'єр-міністр на той час, а пізніше став першим заступником керівника Адміністрації президента Росії і відповідав за внутрішню політику, отримав завдання протидіяти цим зусиллям і почав гальмувати Інтернет за допомогою Prisma (рос. «Призма»), яка «активно відстежує діяльність у соціальних мережах, яка призводить до зростання соціальної напружености, порушення громадського порядку, протестних настроїв та екстремізму», відстежуючи в режимі реального часу понад 60 мільйонів каналів про обговорення протестувальників у блогах та соціальних мережах та здійснює відстеження соціальних мереж, які пізніше призвів до створення Агентства Інтернет-досліджень. Носік стверджував, що Twitter спричинив події 2009 року в Молдові, відомі як Twitter-революція, і події арабської весни, які Ігор Сєчін звинувачував Google у організації революції в Єгипті, не були настільки руйнівними для Путіна, як події Снігової революції 2011-2012 років. 24 квітня 2014 року Путін оголосив, що будуть ухвалені численні закони, які обмежують свободу слова в Інтернеті через оруеллівську цензуру, і були підписані Владіміром Путіним 5 травня 2014 року, а виконання почнеться 1 серпня 2014 року, за словами Носіка.
Дванадцять із тринадцяти громадян Росії, звинувачених Робертом Мюллером у змові у втручанні в президентські вибори 2016 року в США, були співробітниками Агентства Інтернет-досліджень, яке розташоване в Санкт-Петербурзі, Росія. Напередодні та під час президентських виборів у США 2020 року Російське агентство інтернет-досліджень (IRA) продемонструвало розроблену тактику поширення дезінформації. Ймовірно, щоб уникнути механізмів виявлення платформ соціальних медіа, ІРА кооптувала активістів, які працюють на ганську неурядову організацію, орієнтовану на права людини, для націлювання на чорношкірих спільнот у США. Російські кампанії також стали більш кросплатформними з вмістом. поширення не тільки на Facebook і Twitter, а й на Tumblr, Wordpress і Medium. ІРА також більш смілива, маючи докази того, що вони найняли американських журналістів для написання статей з критикою кандидата в президенти США Джо Байдена.

## Російський інститут стратегічних досліджень
Під час виборів 2016 і 2020 років Російський інститут стратегічних досліджень (РІСД) (рос. Российский институт стратегических исследований (РИСИ)) був невід'ємною частиною дезінформації Путіна та Кремля. На виборах 2016 року РІСІ очолював Леонід Решетніков, а на виборах 2020 року – Михайло Фрадков. Під час президентських виборів 2016 року Джордж Пападопулос кілька разів зустрічався з Паносом Камменосом, який мав численні тісні зв’язки з російською розвідкою, Владіміром Путіним і кремлівською групою, якій було доручено втрутитися у вибори в США 2016 року. Камменос створив Атенський Інститут геополітичних досліджень, який у листопаді 2014 року підписав «меморандум про взаєморозуміння» з колишнім офіцером СВР Решетніковим, який очолював RISI.  У 2009 році РІСД, яка була операцією СВР, була поставлена під контроль російського президента, а Решетніков регулярно зустрічався з Путіним і брав участь у втручанні Росії у вибори в США 2016 року, розробляючи плани дій: наприклад, з активами російської розвідки. і використовуючи велику кампанію дезінформації, Путін підтримає республіканців і кампанію Трампа і зірве демократів і кампанію Клінтон, і, якщо Трамп, ймовірно, програє вибори 2016 року, тоді Росія зосередить свої зусилля на шахрайстві виборців у Сполучених Штатах з метою підірвати легітимність виборчої системи і виборів у Сполучених Штатах. Позиції Камменоса збігалися з позиціями Кремля.
Численні російські атаки дезінформації, включаючи підтримку діяльности білих супремістів і напади на психічну придатність Байдена, були використані Дональдом Трампом, високопоставленими посадовими особами адміністрації Трампа та його передвиборною кампанією. Браян Мерфі, який виконував обов’язки начальника розвідки Міністерства внутрішньої безпеки з березня 2018 року по серпень 2020 року, сказав, що йому доручили «припинити надавати розвідувальні дані щодо загрози російського втручання в США, а замість цього почати звітувати про втручання Китаю та Ірану».   Чад Вулф, який виконував обов'язки секретаря Міністерства внутрішньої безпеки, заявив, що Роберт О'Браєн, який був радником президента Трампа з національної безпеки, приховував оцінки російського втручання. Джон Коен, який був заступником міністра розвідки Департаменту внутрішньої безпеки під час президентства Барака Обами, заявив: «Блокуючи оприлюднення інформації, яка описує загрози, з якими стикається нація... підриває можливості громадськости, державних та місцевих органів влади працювати з федеральним урядом для протидії загрозі».

## Консервативні ЗМІ
Лев Парнас, Ігор Фруман, Юрій Луценко, Джон Соломон, Дмитро Фірташ та його соратники Вікторія Тоенсінґ і Джо ДіҐенова були відзначені у внутрішньому звіті Fox News Україна, дезінформація та адміністрація Трампа: повна хронологія подій, яку написав старшого спеціаліста з політичних питань Fox News Брайана С. Мерфі та оприлюдненого Маркусом ДіПаолою як незамінні «у зборі та внутрішній публікації елементів цієї дезінформаційної кампанії» та численної брехні.
3 лютого 2022 року Джон «Джек» Ганік, який допоміг створити у 2015 році «Царьград ТВ », що належить Костянтину Малофєєву, нібито працював над створенням подібних мереж у Греції та Болгарії, а також працював у Fox News як продюсер-засновник і директор новин з 1996 року до У 2011 році був заарештований у Лондоні за порушення санкцій проти Малофєєва, чиє Царьград ТБ поширювало російську дезінформацію. Ганік був першою особою, яку було притягнуто до кримінальної відповідальности за порушення санкцій Сполучених Штатів під час російсько-української війни.
Під час російсько-української війни, російський державний телеканал «Росія-1 » використав інтерв’ю Такера Карлсона на Fox News, щоб підтримати цілі Кремля в Україні. Інтерв’ю Карлсона з проросійським полковником у відставці Дуґом Макґрегором було показане на «Росія-1», щоб деморалізувати Україну. Інше інтерв'ю Карлсона з Тулсі Ґаббард, яка часто з'являється на Fox News як гість, було показано на «Росія-1», щоб підтримати позицію Кремля, в якій Ґаббард сказала: «Президент Байден міг би припинити цю кризу і запобігти війні з Росією, зробивши щось дуже просто: гарантувати, що Україна не стане членом НАТО, тому що якби Україна стала членом НАТО, це поставило б війська США та НАТО прямо на порозі Росії, що, як висловив Путін, підірвало б їхню національну безпеку». «Росія-1» видалили частини інтерв’ю до того, як Ґаббард сказав: «Реальність така, що дуже, дуже малоймовірно, що Україна коли-небудь стане членом НАТО». Крім того, на телеканалі RT, який раніше називався «Russia Today» або «Россия сегодня», з’явилися численні ролики Карлсона, які підтримують цілі Кремля.